# Olympische Sommerspiele 2020/Radsport – Mannschaftsverfolgung Bahn (Frauen)
Die Mannschaftsverfolgung im Bahnradsport der Frauen bei den Olympischen Spielen 2020 in Tokio wurde am 2. und 3. August 2021 im Izu Velodrome ausgetragen.

## Ergebnis

### Qualifikation
| Rang | Nation             | Athletinnen                                                               | Zeit (min) | Anmerkungen |
| ---- | ------------------ | ------------------------------------------------------------------------- | ---------- | ----------- |
| 1    | Deutschland        | Franziska Brauße Lisa Brennauer Lisa Klein Mieke Kröger                   | 4:07,307   | (WR)        |
| 2    | Großbritannien     | Katie Archibald Laura Kenny Elinor Barker Josie Knight                    | 4:09,022   |             |
| 3    | Vereinigte Staaten | Jennifer Valente Chloé Dygert Emma White Lily Williams                    | 4:10,118   |             |
| 4    | Italien            | Elisa Balsamo Letizia Paternoster Rachele Barbieri Vittoria Guazzini      | 4:11,666   |             |
| 5    | Frankreich         | Victoire Berteau Marion Borras Valentine Fortin Marie Le Net              | 4:12,502   |             |
| 6    | Neuseeland         | Holly Edmondston Bryony Botha Kirstie James Jaime Nielsen                 | 4:12,536   |             |
| 7    | Australien         | Georgia Baker Annette Edmondson Ashlee Ankudinoff Alexandra Manly         | 4:13,571   |             |
| 8    | Kanada             | Allison Beveridge Jasmin Duehring Annie Foreman-Mackey Georgia Simmerling | 4:15,832   |             |

- Q = Qualifikation für die Läufe für das Rennen um Gold
- q = Qualifikation für die Läufe für das Rennen um Bronze

### Erste Runde
Die Begegnungen der ersten Runde ergaben sich aus den Platzierungen der Qualifikation, dabei traten die Mannschaften wie folgt an:
Lauf 1: 6. gegen 7.
Lauf 2: 5. gegen 8.
Lauf 3: 2. gegen 3.
Lauf 4: 1. gegen 4.
Die Gewinner der Läufe 3 und 4 qualifizierten sich für das Rennen um Gold. Die übrigen sechs Mannschaften wurden nach ihrer Zeit sortiert und fuhren je nach Position die Plätze 3 bis 7 aus.
| Rang | Lauf | Nation             | Athletinnen                                                               | Zeit (min)    | Anmerkungen |
| ---- | ---- | ------------------ | ------------------------------------------------------------------------- | ------------- | ----------- |
| 1    | 4    | Deutschland        | Franziska Brauße Lisa Brennauer Lisa Klein Mieke Kröger                   | 4:06,159 (WR) | QG          |
| 2    | 3    | Großbritannien     | Katie Archibald Laura Kenny Neah Evans Josie Knight                       | 4:06,748      | QG          |
| 3    | 3    | Vereinigte Staaten | Megan Jastrab Jennifer Valente Chloé Dygert Emma White                    | 4:07,562      | QB          |
| 4    | 2    | Kanada             | Allison Beveridge Ariane Bonhomme Annie Foreman-Mackey Georgia Simmerling | 4:09,249      | QB          |
| 5    | 1    | Australien         | Georgia Baker Annette Edmondson Ashlee Ankudinoff Maeve Plouffe           | 4:09,992      | Q5          |
| 6    | 4    | Italien            | Elisa Balsamo Letizia Paternoster Rachele Barbieri Vittoria Guazzini      | 4:10,063      | Q5          |
| 7    | 1    | Neuseeland         | Holly Edmondston Bryony Botha Rushlee Buchanan Jaime Nielsen              | 4:10,223      | Q7          |
| 8    | 2    | Frankreich         | Marion Borras Coralie Demay Valentine Fortin Marie Le Net                 | 4:11,888      | Q7          |

- QG = Qualifikation für das Rennen um Gold
- QB = Qualifikation für das Rennen um Bronze
- Q5 = Qualifikation für das Rennen um Platz 5
- Q7 = Qualifikation für das Rennen um Platz 7

### Finale
- Fahrerinnen, deren Name kursiv geschrieben sind, wurden im Finale nicht eingesetzt, erhalten aber Medaillen und sämtliche Ehrungen wie die eingesetzten Fahrerinnen.

| Rang              | Nation             | Athletinnen                                                                               | Zeit (min) | Anmerkungen |
| ----------------- | ------------------ | ----------------------------------------------------------------------------------------- | ---------- | ----------- |
| Rennen um Platz 7 |                    |                                                                                           |            |             |
| 8                 | Neuseeland         | Holly Edmondston Bryony Botha Kirstie James Jaime Nielsen Rushlee Buchanan                | 4:10,800   |             |
| 7                 | Frankreich         | Victoire Berteau Marion Borras Valentine Fortin Marie Le Net Coralie Demay                | 4:10,388   |             |
| Rennen um Platz 5 |                    |                                                                                           |            |             |
| 6                 | Italien            | Elisa Balsamo Letizia Paternoster Martina Alzini Vittoria Guazzini Rachele Barbieri       | 4:11,108   |             |
| 5                 | Australien         | Georgia Baker Annette Edmondson Ashlee Ankudinoff Maeve Plouffe Alexandra Manly           | 4:11,041   |             |
| Rennen um Bronze  |                    |                                                                                           |            |             |
| 4                 | Kanada             | Allison Beveridge Ariane Bonhomme Annie Foreman-Mackey Georgia Simmerling Jasmin Duehring | 4:10,552   |             |
| Bronze            | Vereinigte Staaten | Megan Jastrab Jennifer Valente Chloé Dygert Emma White Lily Williams                      | 4:08,040   |             |
| Rennen um Gold    |                    |                                                                                           |            |             |
| Silber            | Großbritannien     | Katie Archibald Laura Kenny Neah Evans Josie Knight Elinor Barker                         | 4:10,607   |             |
| Gold              | Deutschland        | Franziska Brauße Lisa Brennauer Lisa Klein Mieke Kröger                                   | 4:04,242   | WR          |